# Gateway Arch
Gateway Arch tên gọi khác Cổng vào miền Tây, là một vòm cong hình nón được làm bằng thép không gỉ cao 630 foot (192 m), tọa lạc tại St. Louis,Missouri, Hoa Kỳ. Gateway Arch hiện đang là công trình kiến trúc vòm cao nhất thế giới và là tượng đài nhân tạo cao nhất ở Tây Bán Cầu, được xây dựng để kỷ niệm việc mở rộng Hoa Kỳ về phía tây.
Gateway Arch được kiến trúc sư Eero Saarinen thiết kế vào năm 1947, khởi công xây dựng vào ngày 12 tháng 2 năm 1963, hoàn thành ngày 28 tháng 10 năm 1965, với tổng kinh phí 13 triệu đô la Mỹ (tương đương 190 triệu đô la Mỹ vào năm 2015). Công trình mở cửa cho công chúng tham quan vào ngày 10 tháng 6 năm 1967.